# Brian Murray
Brian Murray, all'anagrafe Brian Bell (Johannesburg, 10 settembre 1937 – New York, 20 agosto 2018), è stato un attore e doppiatore sudafricano naturalizzato statunitense.

## Biografia
Nato a Johannesburg come Brian Bell, Murray fece il suo debutto come attore nel film La tortura del silenzio e nel 1967 recitò nel ruolo di Rosencratz nella tragicommedia Rosencrantz e Guildenstern sono morti, grazie al quale ottenne la sua prima nomination ai Tony Award per il miglior attore non protagonista in un'opera teatrale. In qualità di regista, nel 1973 ha diretto a Broadway il revival della commedia Il generale non si arrende.
Tra le sue interpretazioni cinematografiche si ricordano quella nei film Bob Roberts e City Hall. È apparso anche nelle serie televisive Kojak, Destini, Law & Order: Criminal Intent e 30 Rock. 

## Filmografia

### Cinema

#### Attore
- La tortura del silenzio (The Angry Silence), regia di Guy Green (1960)
- Un colpo da otto (The League of Gentlemen), regia di Basil Dearden (1960)
- Bob Roberts, regia di Tim Robbins (1992)
- Dream House, regia di Jim Sheridan (2011)
- In the Family, regia di Patrick Wang (2011)

#### Doppiatore
- Il pianeta del tesoro (Treasure Planet), regia di Ron Clements e John Musker (2002) - Long John Silver

### Televisione
- ITV Play of the Week - serie TV, 2 episodi (1959-1966)
- Kojak - serie TV, 1 episodio (1976)
- Great Performances - serie TV, 1 episodio (1990)
- Law & Order: Criminal Intent - serie TV, 1 episodio (2004)
- 30 Rock - serie TV, 1 episodio (2007)
- The Good Wife - serie TV, 1 episodio (2011)

## Doppiatori italiani
Nelle versioni in italiano delle opere in cui ha recitato, Brian Murray è stato doppiato da:
- Ambrogio Colombo in Bob Roberts
- Claudio Parachinetto in Law & Order: Criminal Intent
- Carlo Reali in 30 Rock
- Bruno Alessandro in Dream House